# Eremophila mirabilis
Eremophila mirabilis är en flenörtsväxtart som beskrevs av Chinnock. Eremophila mirabilis ingår i släktet Eremophila och familjen flenörtsväxter. Inga underarter finns listade i Catalogue of Life.